# Aan de Zuwe
Aan de Zuwe is een buurtschap in de gemeente De Ronde Venen in de Nederlandse provincie Utrecht.

## Ligging en landschap
De buurtschap ligt ten zuiden van Wilnis en ten noordwesten van Spengen. Aan de Zuwe ligt in veenweidegebied dat in de middeleeuwen ontgonnen is, wat nog goed te zien is aan het opstrekkende verkavelingspatroon. Het gebied ligt nu in het Nationaal Landschap het Groene hart en deels in de ecologische hoofdstructuur van Nederland. Rondom de buurtschap ligt weidegebied dat aan de westzijde ontwikkeld wordt tot nieuwe natuur.

## Bebouwing en wegen
De bebouwing omvat boerderijen aan een klein deel van de Kievitsweg, maar vooral aan de Wilnisse Zuwe en twee korte, doodlopende aftakkingen daarvan. Dit zijn de enige wegen in de buurtschap. De langhuisboerderijen Wilnisse Zuwe 35 (Lucie Hoeve) en 34 zijn gemeentelijke monumenten. Ten oosten van Aan de Zuwe ligt de Ingenieur Enschedeweg (N212), de weg van Wilnis naar Woerden. Deze heeft de Kievitsweg als parallelweg en ligt ter plaatse ook parallel aan de Wilnisse Zuwe. Deze doorgaande weg raakt aan de oostkant van de buurtschap, maar is er niet direct mee verbonden. De postcode van Aan de Zuwe is 3648, de postcode van Wilnis.

## Polder, bodem en water
Midden door Aan de Zuwe en ruwweg haaks op de doorgaande wegen ligt een wetering, de Veldwetering, die westwaarts deels de grens van de provincies Utrecht en Zuid-Holland volgt en bij Noordse Buurt afwatert op de Kromme Mijdrecht. Ten zuiden van Aan de Zuwe ligt de Geer met de gelijknamige buurtschap Geer. De buurtschap ligt in de polder Groot-Wilnis-Vinkeveen, waarbij het deel ten noorden van de wetering in een ander wateraanvoer- en afvoergebied ligt dan de rest. Het waterbeheer is in handen van Waterschap Amstel, Gooi en Vecht. Het maaiveld ligt 1,80 tot 2,00 meter beneden NAP. De inklinking van de slappe veenbodem is een bron van zorg: de veehouderij heeft belang bij ontwatering, maar dit versterkt de bodemdaling.

## Zuwe
De naam Zuwe is een samentrekking van zijdewende of zijdwind, een dijk die haaks op een hoofddijk ligt en die in een slagenlandschap de lengterichting van een ontginning volgt. De zuwe in kwestie is de Willenser Zuwe, die van Wilnis naar Woerdense Verlaat loopt. De huidige officiële spelling is Wilnisse Zuwe.